# Is It Scary
«Is It Scary» es una canción del artista estadounidense Michael Jackson. Fue compuesta originalmente para aparecer en la película de 1993 Addams Family Values, pero los planes fueron cancelados tras los conflictos contractuales. Grabada para el álbum de remezclas Blood on the Dance Floor: HIStory in the Mix (1997), Jackson, Terry Lewis y Jimmy Jam (James Harris III) compusieron el tema, mientras que los dos primeros la produjeron.
«Is It Scary» recibió reseñas polarizadas de los críticos de la música: los críticos la consideraron como una muestra de un «lado oscuro» de Jackson y en comparación con la composición de canciones para el material de Marilyn Manson. En noviembre de 1997, se lanzó una versión para radio como sencillo promocional en los Países Bajos, mientras que los sencillos promocionales que contienen remezclas fueron lanzados en los Estados Unidos y el Reino Unido.

## Antecedentes y remezclas
Michael Jackson, Terry Lewis y James Harris III compusieron «Is It Scary» para la película de 1993 Addams Family Values. Paramount Pictures firmó con Jackson para grabar una canción con temática de horror para la película (que se convirtió en «Is It Scary») y promoverlo con un vídeo, pero fue descartada de la banda sonora debido a problemas contractuales. La canción estaba entre las consideradas para su inclusión en el álbum doble de Jackson, HIStory: Past, Present and Future, Book I (1995), pero no fue elegido, ya que no complementaban las otras pistas del álbum. Posteriormente la escribió en su cortometraje Ghosts (1997). Reutilizó la letra para la canción de la película, el cual también está incluido en su álbum Blood on the Dance Floor. Jackson, Harris y Lewis se dieron créditos de producción para la canción en Blood on the Dance Floor.
Una remezcla de «Is It Scary», llamada «DJ Greek's Scary Mix», fue incluida en un sencillo en CD 'minimax' de tres canciones como parte de Ghosts Deluxe Collector Box Set. Las remezclas también forman parte del sencillo cancelado, «Smile». La versión para radio de la canción está incluida en el tercer disco de la edición de lujo del álbum de Jackson, King of Pop (2008) en el Reino Unido y Francia. Los samples de «Is It Scary» y «Threatened» (del décimo álbum, Invincible) se presentan en el segmento de «Thriller», del documental-película Michael Jackson's This is it (2009). Tommy D. también produjo una remezcla de la canción, pero esta mezcla nunca se lanzó oficialmente.

## Composición
«Is It Scary» tiene una duración de 5:35 y se clasifica en las categorías de rock gótico y funk rock. Está interpretada alternando las claves de la♭ y la mayor, en un tempo de 109 pulsaciones por minuto. El registro vocal del cantante abarca desde la♭3 a la5.

## Promoción
«Is It Scary» nunca se lanzó como un sencillo comercial, sino que fue entregado a las emisoras de radio y clubes para promover Blood on the Dance Floor: HIStory in the Mix. Los sencillos en CD promocionales contienen una versión para radio y 12" promocionales que contiene tres remezclas de la canción, lanzadas a los Países Bajos. Los Estados Unidos y el Reino Unido recibieron sencillos de 12" promocionales que contienen remezclas de la canción de Deep Dish, mientras que el Reino Unido también recibió 12" promocionales con remezclas de la canción de Eddie Arroyo conocido como «Eddie's Love Mixes». Debido a la falta de promoción y difusión radial, «Is It Scary» no apareció en ninguna de las listas del mundo. 

## Respuesta crítica
«Is It Scary» recibió generalmente críticas positivas a variadas de los críticos de la música. Roger Catlin de The Hartford Courant declaró que «la pareja más interesante» era «Ghost» y «Is It Scary», porque Jackson «pide a aquellos que solo han leído sobre él en tabloides si les parece monstruoso». Anthony Violanti, un escritor de The Buffalo News, remarcó que las canciones «Superfly Sister», «Ghosts» y «Is It Scary» de Blood on the Dance Floor: HIStory in the Mix eran «el alma programada de plástico que hace que uno se pregunte cómo alguien tan talentoso como Jackson puede batir a esas pistas».
Jae-Ha Kim, un escritor de Chicago Sun-Times, señaló, «Is It Scary» muestra un «lado oscuro de Jackson que incluso los tabloides quieren hacernos creer». Neil Strauss de The New York Times lo describió como algo que «suena más como el macabro rockero Marilyn Manson que el prodigio de Motown que él es». Un comentarista de mucho tiempo en la vida pública de Jackson, J. Randy Taraborrelli, hizo un análisis retrospectivo de las críticas sobre Blood on the Dance Floor: HIStory in the Mix, en la biografía The Magic & the Madness (2004). Taraborrelli argumentó que ciertas secciones del mundo tomaron interés en historias sensacionalistas sobre la vida personal de Jackson durante su carrera musical.

## Lista de canciones y formatos
| Sencillo de 12" promocional publicado en el Reino Unido (XPR 3195) |                                                           |          |  |
| N.º                                                                | Título                                                    | Duración |  |
| 1.                                                                 | «Is It Scary» (Deep Dish Dark & Scary Remix)              | 12:10    |  |
| 2.                                                                 | «Is It Scary» (Deep Dish Double-O-Jazz Dub)               | 8:35     |  |
| 3.                                                                 | «Is It Scary» (Deep Dish Dark & Scary Remix (Radio Edit)) | 4:38     |  |

| Sencillo de 12" promocional lanzado en Reino Unido (XPR 3168) |                                             |          |  |
| N.º                                                           | Título                                      | Duración |  |
| 1.                                                            | «Is It Scary» (Eddie's Love Mix)            | 8:00     |  |
| 2.                                                            | «Is It Scary» (Eddie's Rub-A-Dub Mix)       | 4:33     |  |
| 3.                                                            | «Is It Scary» (Eddie's Love Mix Radio Edit) | 3:50     |  |

| Sencillo en CD promocional publicado en Holanda (SAMPCS 4562) |                            |          |  |
| N.º                                                           | Título                     | Duración |  |
| 1.                                                            | «Is It Scary» (Radio Edit) | 4:11     |  |

| Sencillo de 12" promocional lanzado en Holanda (SAMPMS 4674) |                                                |          |  |
| N.º                                                          | Título                                         | Duración |  |
| 1.                                                           | «Is It Scary» (Deep Dish Dark And Scary Remix) | 12:07    |  |
| 2.                                                           | «Is It Scary» (Eddie's Rub-A-Dub Mix)          | 5:00     |  |
| 3.                                                           | «Is It Scary» (Eddie's Love Mix)               | 8:00     |  |
| 4.                                                           | «Is It Scary» (Junior Vasquez Remix)           | 4:57     |  |

## Personal
- Compuesto por Michael Jackson, Terry Lewis y Jimmy Jam (James Harris III)
- Producido por Jimmy Jam & Terry Lewis y Michael Jackson
- Arreglado por Michael Jackson y Jimmy Jam & Terry Lewis
- Grabado y mezclado por Steve Hodge
- Solista y coros, arreglos vocales por Michael Jackson
- Teclado de programación por Andrew Scheps
- Programación de tambor por Jeff Taylor
- Programación adicional por Rob Hoffman
- Todos los instrumentos realizados por Jimmy Jam & Terry Lewis
- Ayudante de ingenieros por Brad Yost, Xavier Smoth, Ryan Arnold, Steve Baughman and Steve Durkee

Créditos tomados de Allmusic.